# Boisbreteau
Boisbreteau ist eine westfranzösische Gemeinde mit 128 Einwohnern (Stand: 1. Januar 2022) im Département Charente in der Region Nouvelle-Aquitaine (vor 2016 Poitou-Charentes). Sie gehört zum Arrondissement Cognac und zum Kanton Charente-Sud. Die Einwohner werden Boisbreteausiens genannt.

## Lage
Boisbreteau liegt etwa 45 Kilometer südsüdwestlich von Angoulême. Umgeben wird Boisbreteau von den Nachbargemeinden Oriolles im Norden und Nordosten, Guizengeard im Osten, Chevanceaux im Süden und Südwesten, Bors (Canton de Charente-Sud) im Westen sowie Touvérac im Nordwesten. 

## Bevölkerungsentwicklung
| Jahr                       | 1962 | 1968 | 1975 | 1982 | 1990 | 1999 | 2006 | 2019 |
| Einwohner                  | 201  | 182  | 174  | 153  | 148  | 122  | 123  | 129  |
| Quellen: Cassini und INSEE |      |      |      |      |      |      |      |      |

## Sehenswürdigkeiten
- Kirche Sainte-Macrine, früheres Augustinerpriorat aus dem 11. Jahrhundert, im Hundertjährigen Krieg zerstört und 1786 wieder errichtet
- Schloss Boisbreteau aus dem 16. Jahrhundert

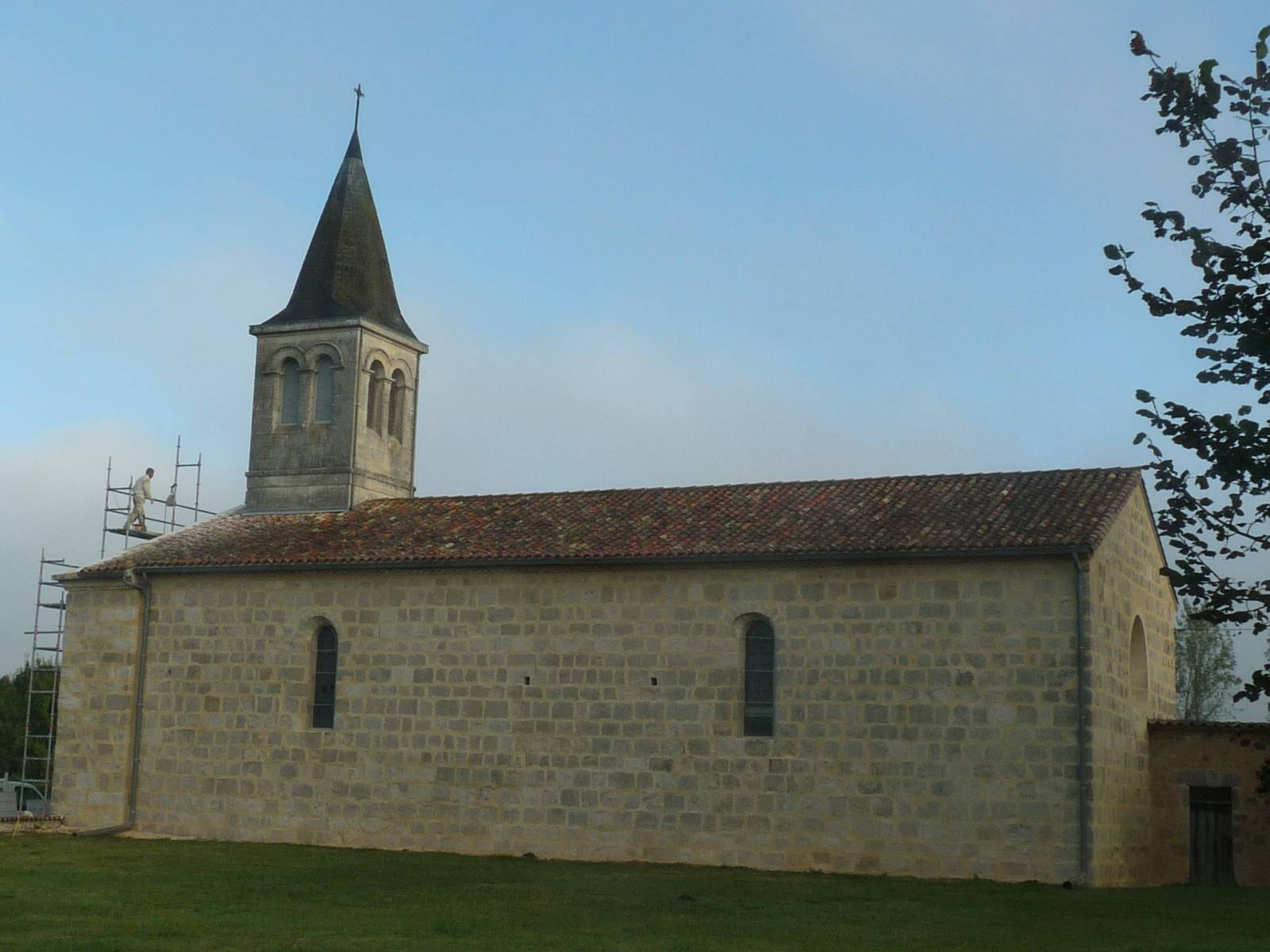
Kirche Sainte-Macrine